# Sphagnum ovalifolium
Sphagnum ovalifolium är en bladmossart som beskrevs av Warnstorf 1891. Sphagnum ovalifolium ingår i släktet vitmossor, och familjen Sphagnaceae. Inga underarter finns listade i Catalogue of Life.